# Nuez de Ebro
Nuez de Ebro ist der Hauptort und eine Gemeinde (municipio) mit 907 Einwohnern (Stand: 2024) in der spanischen Provinz Saragossa der Autonomen Gemeinschaft Aragonien. Ein Teil der Ortschaft El Condo gehört zum Gemeindegebiet.

## Lage und Klima
Nuez de Ebro liegt etwa 23 Kilometer (Luftlinie) ostsüdöstlich des Stadtzentrums der Provinzhauptstadt Saragossa in einer Höhe von ca. 180 m am Ebro. Das Klima ist gemäßigt; Regen (ca. 390 mm/Jahr) fällt mit Ausnahme der eher trockenen Sommermonate übers Jahr verteilt.

## Bevölkerungsentwicklung
| 1900 | 1910 | 1920 | 1930 | 1940 | 1950 | 1960 | 1970 | 1981 | 1991 | 2001 | 2011 | 2021 |
| ---- | ---- | ---- | ---- | ---- | ---- | ---- | ---- | ---- | ---- | ---- | ---- | ---- |
| 464  | 515  | 562  | 559  | 544  | 605  | 540  | 466  | 480  | 535  | 599  | 837  | 880  |

## Sehenswürdigkeiten
- Martinskirche aus dem 16. Jahrhundert

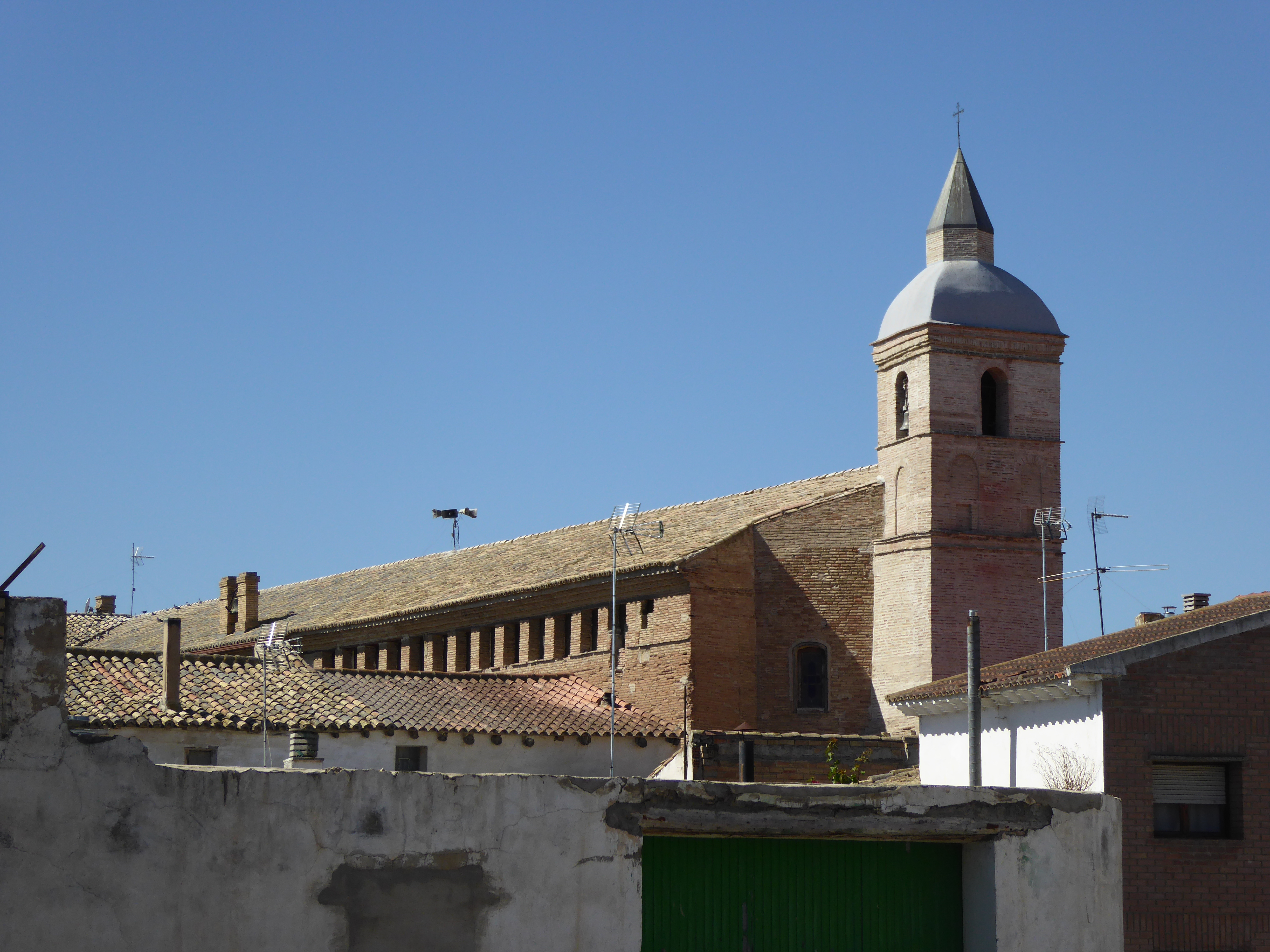
Martinskirche